# 한국특허전략개발원
한국특허전략개발원(韓國特許戰略開發院, Korea Intellectual Property Strategy Agency)은 지식재산 전략을 체계적으로 확산시키기 실현하기 위하여 설립한 특허청 산하의 공공기관이다. 주소는 (본원) 대전시 중구 대종로 540 유안타증권빌딩 13, 14, 15층 / (분원) 서울시 강남구 테헤란로 131 한국지식재산센터 8층이다.
- 지방이전계획에 따라 2022년 9월 대전으로 본사를 이전했다. (1차 이전)

## 연혁
- 2013년 3월: 한국지식재산전략원 개원
- 2017년 9월: 한국특허전략개발원으로 기관명 변경

## 조직

### 한국특허전략개발원장
- 이사회
- 감사팀

#### 경영혁신본부
- 기획예산팀
- 운영지원팀
- 대외협력팀

#### 특허전략기획본부
- 전략기획표준특허팀
- 특허동향지원팀
- 특허성과분석팀
- 특허심사지원팀
- 상표심사지원팀

#### 특허전략지원본부
- 특허전략사업팀
- 정보통신지원팀
- 화학생명지원팀
- 기계금속지원팀
- 융복합전략지원팀

#### 특허전략확산본부
- 특허전략확산팀
- 공공협력사업팀
- 특허활용전략팀
- 성장전략지원팀
- 산업전략지원팀

#### 국가전략기술특허지원단
- 국가전략기술특허지원팀
- 지능화국가특허빅데이터센터